# تلمبه عزیزالله امیری
تلمبه عزیزالله امیری یک منطقهٔ مسکونی در ایران است که در دهستان پاریز واقع شده‌است.